# Vattenpolo vid olympiska sommarspelen 1976
Vattenpoloturneringen vid Olympiska sommarspelen 1976 avgjordes i Montréal.

## Medaljsummering
| Gren                          | Guld | Silver | Brons |
| Herrarnas vattenpoloturnering | Ungern Gábor Csapó Tibor Cservenyák Tamás Faragó György Gerendás György Horkai György Kenéz Ferenc Konrád Endre Molnár László Sárosi Attila Sudár István Szivós Huvudtränare: Dezső Gyarmati | Italien Alberto Alberani Silvio Baracchini Luigi Castagnola Vincenzo D'Angelo Marcello Del Duca Gianni De Magistris Riccardo De Magistris Alessandro Ghibellini Sante Marsili Umberto Panerai Roldano Simeoni Huvudtränare: Gianni Lonzi | Nederländerna Alex Boegschoten Ton Buunk Piet de Zwarte Andy Hoepelman Evert Kroon Nico Landeweerd Hans Smits Gijze Stroboer Rik Toonen Hans van Zeeland Jan Evert Veer Huvudtränare: Ivo Trumbić |

## Placeringar
| \| Pl. \| Lag \| \| --- \| ------------- \| \| \| Ungern \| \| \| Italien \| \| \| Nederländerna \| \| 4. \| Rumänien \| \| 5. \| Jugoslavien \| \| 6. \| Västtyskland \| \| 7. \| Kuba \| \| 8. \| Sovjetunionen \| \| 9. \| Kanada \| \| 10. \| Mexiko \| \| 11. \| Australien \| \| 12. \| Iran \| |               |
| Pl. | Lag           |
| | Ungern        |
| | Italien       |
| | Nederländerna |
| 4. | Rumänien      |
| 5. | Jugoslavien   |
| 6. | Västtyskland  |
| 7. | Kuba          |
| 8. | Sovjetunionen |
| 9. | Kanada        |
| 10. | Mexiko        |
| 11. | Australien    |
| 12. | Iran          |